# Rajd Finlandii 1991
Rajd Finlandii 1991 (41. 1000 Lakes Rally) – 41 Rajd Finlandii rozgrywany w Finlandii w dniach 22-25 sierpnia. Była to dziewiąta runda Rajdowych Mistrzostw Świata w roku 1991. Rajd został rozegrany na nawierzchni szutrowej. Bazą rajdu było miasto Laajavuori.

## Wyniki końcowe rajdu[1]
| Msc. | Kierowca         | Pilot             | Samochód                    | Czas    | Strata | Grupa | Punkty |
| ---- | ---------------- | ----------------- | --------------------------- | ------- | ------ | ----- | ------ |
| 1.   | Juha Kankkunen   | Juha Piironen     | Lancia Delta Integrale 16V  | 04:36.5 | -      | A8    | 20     |
| 2.   | Didier Auriol    | Bernard Occelli   | Lancia Delta Integrale 16V  | 04:37.5 | +0:56  | A8    | 15     |
| 3.   | Kenneth Eriksson | Staffan Parmander | Mitsubishi Galant VR-4      | 04:39.1 | +2:24  | A8    | 12     |
| 4.   | Carlos Sainz     | Luis Moya         | Toyota Celica GT-Four       | 04:39.5 | +2:55  | A8    | 10     |
| 5.   | Tommi Mäkinen    | Seppo Harjanne    | Mazda 323 GTX               | 04:40.6 | +4:03  | A8    | 8      |
| 6.   | Mats Jonsson     | Lars Bäckman      | Toyota Celica GT-Four       | 04:41.4 | +4:45  | A8    | 6      |
| 7.   | Ari Vatanen      | Bruno Berglund    | Ford Sierra RS Cosworth 4x4 | 04:41.5 | +5:00  | A8    | 4      |
| 8.   | Stig Blomqvist   | Benny Melander    | Nissan Sunny GTI-R          | 04:44.2 | +7:24  | A8    | 3      |
| 9.   | Armin Schwarz    | Arne Hertz        | Toyota Celica GT-Four       | 04:45.0 | +8:12  | A8    | 2      |
| 10.  | David Llewellin  | Peter Diekmann    | Nissan Sunny GTI-R          | 04:50.1 | +13:21 | A8    | 1      |

## Klasyfikacja po 9 rundach
Tabele przedstawiają tylko pięć pierwszych miejsc.

### Kierowcy
| Lp. | Kierowca         | Pkt |
| --- | ---------------- | --- |
| 1   | Carlos Sainz     | 125 |
| 2   | Juha Kankkunen   | 103 |
| 3   | Didier Auriol    | 81  |
| 4   | Massimo Biasion  | 54  |
| 5   | Kenneth Eriksson | 36  |

### Producenci
| Lp. | Producent  | Pkt |
| --- | ---------- | --- |
| 1   | Lancia     | 128 |
| 2   | Toyota     | 126 |
| 3   | Ford       | 34  |
| 4   | Mazda      | 30  |
| 5   | Mitsubishi | 28  |